# Joe Bini

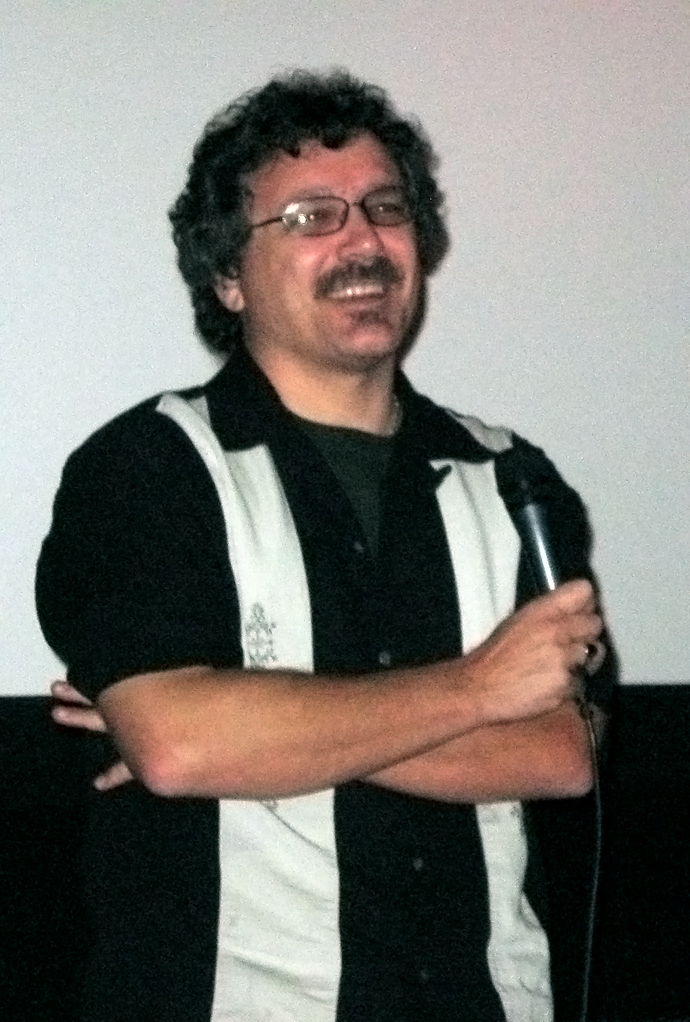
Joe Bini bei einem Screening von Begegnungen am Ende der Welt, 2008

Giuseppe Gaetano „Joe“ Bini (* 1963 in San Mateo, Kalifornien) ist ein US-amerikanischer Filmeditor und Drehbuchautor.
Bekannt ist er vor allem durch seine langjährige Zusammenarbeit mit Regisseur Werner Herzog.

## Leben
Bini wurde 1963 in San Matteo als eines von vier Kindern des Ehepaars Aurora Evelina Bini und Louis John Bini geboren.
Seit Mitte der 1990er Jahre ist er als Filmeditor tätig. Bekannt wurde er allem durch seine langjährige Zusammenarbeit mit Regisseur Werner Herzog, für den er zahlreiche Spiel- und Dokumentarfilme schnitt. Beim Toronto International Film Festival 2016 gab Bini bekannt, dass der Dokumentarfilm Into the Inferno ihre letzte gemeinsame Arbeit sein wird. Bini kündigte an, sich künftig verstärkt eigenen Projekten widmen zu wollen.
Im Jahr 2006 war Bini Juror der Kategorie Dokumentarfilm des Sundance Film Festivals. Beim Sundance Film Festival 2008 wurde er für seinen Schnitt des Dokumentarfilms Roman Polanski: Wanted and Desired mit dem Documentary Editing Award ausgezeichnet. Für sein Drehbuch zum gleichen Film wurde er 2009 mit einem Primetime Emmy in der Kategorie Outstanding Writing for Nonfiction Programming ausgezeichnet.
Bini ist mit der Filmeditorin Maya Hawke verheiratet, die ihn bei einigen Projekten als Co-Editorin unterstützte.

## Filmografie (Auswahl)
- 1995: Not Once But Twice
- 1997: Flucht aus Laos (Little Dieter Needs to Fly, Dokumentarfilm)
- 1999: Mein liebster Feind (Dokumentarfilm)
- 2000: Julianes Sturz in den Dschungel (Dokumentarfilm)
- 2001: Your Guardian
- 2001: Invincible – Unbesiegbar (Invincible)
- 2001: Exploding Oedipus
- 2002: Ten Minutes Older: The Trumpet (Segment Ten Thousand Years Older)
- 2003: Numb
- 2003: Rad der Zeit (Wheel of Time, Dokumentarfilm)
- 2004: The White Diamond (Dokumentarfilm)
- 2005: Grizzly Man (Dokumentarfilm)
- 2005: The Wild Blue Yonder
- 2006: 1000 Years of Popular Music
- 2006: Rescue Dawn
- 2007: Begegnungen am Ende der Welt (Encounters at the End of the World, Dokumentarfilm)
- 2008: Roman Polanski: Wanted and Desired (Dokumentarfilm, auch Drehbuch)
- 2009: Bad Lieutenant – Cop ohne Gewissen (The Bad Lieutenant: Port of Call New Orleans)
- 2009: Ein fürsorglicher Sohn (My Son, My Son, What Have Ye Done)
- 2010: The Tillman Story (Dokumentarfilm)
- 2010: Die Höhle der vergessenen Träume (Cave of Forgotten Dreams, Dokumentarfilm)
- 2011: We Need to Talk About Kevin
- 2011: Tod in Texas (Into the Abyss, Dokumentarfilm)
- 2012: Im Todestrakt (On Death Row, Dokumentarserie, 4 Episoden)
- 2013: Manhunt – Die Jagd auf Bin Laden (Manhunt: The Inside Story of the Hunt for Bin Laden, Dokumentarfilm)
- 2014: Tales of the Grim Sleeper (Dokumentarfilm)
- 2015: Königin der Wüste (Queen of the Desert)
- 2015: Mr. Robot (Fernsehserie, 1 Episode)
- 2016: American Honey
- 2016: Salt and Fire
- 2016: Into the Inferno (Dokumentarfilm)
- 2017: A Beautiful Day (You Were Never Really Here)
- 2022: All the Beauty and the Bloodshed (Dokumentarfilm)
- 2024: Bird